# Johann Jakob Schmitz

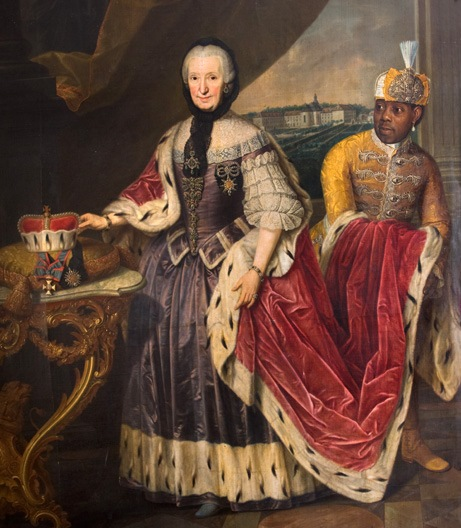
Franziska Christine von Pfalz-Sulzbach und ihr Kammermohr Ignatius Fortuna

Johann Jakob Schmitz (geboren 1724 in Köln; gestorben 21. August 1810 ebenda) war ein deutscher Hofmaler, der Historien- und Porträtbildnisse schuf.

## Leben
Schmitz war ein Sohn des Malers Peter Augustin Schmitz. Er wurde am 23. März 1759 in die Malerzunft in Köln aufgenommen, die ihn später zum „Vierundvierziger“ erwählte. Er fertigte auch ein Porträt seiner Ehefrau, das in die Sammlung des Städtischen Museums Wallraf-Richartz gelangte. 1754 wurde er mit der Restaurierung alter Wandmalereien in der Hardenrath-Kapelle der Kirche St. Maria im Capitol beauftragt, die aus dem Jahr 1466 stammten. Dabei soll er wenig rücksichtsvoll mit den Bildnissen umgegangen sein und sie nach eigenen Vorstellungen umgestaltet haben, so dass von den ursprünglichen Werken kaum etwas erhalten blieb. Vom 22. Juli 1766 blieb eine Quittung über 32 Reichsthaler von ihm erhalten, die für eine 16-tägige Arbeit für „Die Mahlerey auff dem Löblichen Ritterzunfft Hauss Windeck genandt Renoviret und Acomodiret per dag zwey Rthlr. den anfang genohmen Collen d. 19ten Junij 1766“ berechnet wurden. Er wurde am Hof in Bonn beschäftigt und gehörte 1782 zu den Hofmalern des Kurfürsten Maximilian Friedrich. Bei der Übernahme Kölns durch die Franzosen im Jahre 1794 wurde ein berühmtes Petrusbild von Rubens nach Paris überführt, woraufhin der Kirchmeister Hermann Joseph Stern, Schmitz damit beauftragte eine Nachbildung anzufertigen, um die leere Stelle im Hochaltar der Peterskirche zu füllen. Schmitz schuf im Alter von 73 Jahren eine wenig gerühmte Kopie nach einer Zeichnung und einer schlechten Kopie, da das Original ja nicht mehr vor Ort war. Dieses wurde am 8. August 1797 übergeben. Schmitz wohnte in einem Haus in der Schildergasse. Er hatte ein Buch, in das er Bleistiftzeichnungen und Skizzen zu den Bildnisse malte, die er später in Öl auf die Leinwand bringen wollte. Dieses Buch gelangte 1836 in den Besitz des Malers und Kunstsammlers Friedrich Fromm. Unter den Skizzen befand sich auch ein Selbstbildnis von Schmitz vom 10. Mai 1787.
Sein Sohn Franz Hieronymus Schmitz wurde ebenfalls Maler und 1774 Meister. Um 1770 erhielt Schmitz einen Auftrag für ein herrschaftliches Porträt der Essener Fürstäbtissin Franziska Christine von Pfalz-Sulzbach.
Werke (Auswahl)
- 1768: Pfarrer Breisgen († 1762) und Wolff († 1772) Halbfiguren
- 1777 Kölner Bürgermeister Johann Arnold Theodor von Stattlohn für das Küppersche Gast- und Badehaus zu Rolandseck
- 1797: Petri Kreuzigung Bildnis nach Rubens